# Lygnösjö
Lygnösjö är en sjö i Alingsås kommun i Västergötland och ingår i Göta älvs huvudavrinningsområde. Sjön är 6,5 meter djup, har en yta på 0,234 kvadratkilometer och befinner sig 101,6 meter över havet. Sjön avvattnas av vattendraget Forsån.

## Delavrinningsområde
Lygnösjö ingår i det delavrinningsområde (642238-131278) som SMHI kallar för Inloppet i Stora Färgen. Medelhöjden är 180 meter över havet och ytan är 28,51 kvadratkilometer. Det finns inga avrinningsområden uppströms utan avrinningsområdet är högsta punkten. Forsån som avvattnar avrinningsområdet har biflödesordning 3, vilket innebär att vattnet flödar genom totalt 3 vattendrag innan det når havet efter 70 kilometer. Avrinningsområdet består mestadels av skog (81 %). Avrinningsområdet har 0,4 kvadratkilometer vattenytor vilket ger det en sjöprocent på 1,4 %.

## Namn
Det är oklart om sjöns namn ska tolkas som 'den blänkande' eller 'den lugna'. Sjöns namn har givit namn till det nordost om sjön liggande området Lygnö.